# 一般化的士數
在數學中,一般化的士數Taxicab(k, j, n) 定義為一最小的數，能夠用n種方法表示成j個自然數的k次方之和。 若 k = 3 且 j = 2, 是為的士數。
{\displaystyle \mathrm {Taxicab} (1,2,2)=4=1+3=2+2.}
{\displaystyle \mathrm {Taxicab} (2,2,2)=50=1^{2}+7^{2}=5^{2}+5^{2}.}
{\displaystyle \mathrm {Taxicab} (2,2,3)=325=1^{2}+18^{2}=6^{2}+17^{2}=10^{2}+15^{2}.}
{\displaystyle \mathrm {Taxicab} (3,2,2)=1729=1^{3}+12^{3}=9^{3}+10^{3}}
{\displaystyle \mathrm {Taxicab} (3,3,2)=251=1^{3}+5^{3}+5^{3}=2^{3}+3^{3}+6^{3}}
歐拉證明了
{\displaystyle \mathrm {Taxicab} (4,2,2)=635318657=59^{4}+158^{4}=133^{4}+134^{4}.}
然而, Taxicab(5, 2, n)在n ≥ 2時尚未被找到; 也就是說，還沒找到任何正整數可以用多於一種方法表示成2個正整數的5次方之和。

## 外部連結
- Generalised Taxicab Numbers and Cabtaxi Numbers
- Taxicab Numbers - 4th powers（页面存档备份，存于）
- Taxicab numbers by Walter Schneider